# Vincetoxicum erubescens
Vincetoxicum erubescens är en oleanderväxtart som först beskrevs av Robert Brown, och fick sitt nu gällande namn av Carl Ernst Otto Kuntze. Vincetoxicum erubescens ingår i släktet tulkörter, och familjen oleanderväxter. Inga underarter finns listade i Catalogue of Life.